# 邑
邑（ゆう）は、古代中国の都市国家的な集住地。後の中国の文化や文明のもととなった黄河の流域の古代文明において、新石器時代から青銅器時代である春秋時代中期にかけて広く展開した。漢字の邑は区画や囲壁をあらわす「囗（くにがまえ）」にひざまずいた人をあらわす「巴（卩）」をあわせた会意文字で、この全体を略した部首が「阝（おおざと）」である。邑の社会は同姓の一族による氏族共同体で大抵は土塁よりなる囲壁をめぐらし、周囲に氏族民共有の耕作地が展開した。

## 歴史
邑はまず新石器時代の華北、黄河中流域の黄土高原に散在して出現する。出現期の邑は仰韶文化に属する陝西省の半坡遺跡や姜寨遺跡で知られており、小高い丘の上に住居が集まり壕と小河川で囲まれて防御されている。防御施設にはやがて黄土製の日乾し煉瓦で築かれた城壁が加わり、この城壁も新石器時代末の頃から黄土を木枠の内側で棒によって層状に硬く突き固める版築によるものが出現する。版築の城壁は河南省淮陽県の平糧台遺跡に最古期のものを見ることができ、厚さ10mの城壁がほぼ正方形の方形プランを成している。この方形プランが以後の中華世界の都市の基本形を成していくことになる。

やがて大邑が小邑を従えるようになり、また邑どうしを結ぶネットワーク状の社会が形成されるようになる。またその中から特定の大邑の君主は殷や周の様に王および天子を称して諸々の大邑を従え、邑社会に盟主として臨むようになる。ここで殷王や周王の権威に服した大邑の君主が「諸侯」、王や諸侯の君臨する大邑が「國(コク)」である。

殷や周といった古代王朝の実態はこのような邑の連合体であり、その総数は周初で1,700、東周時代で1,200を数えたとされる。邑から成る社会の発展に伴い、君主の在所である大邑を「都(ト)」、それに従属する小邑を「鄙(ヒ)」の字でも表現するようになる。

周の行った封建とは、こうした邑に拠る氏族共同体相互の支配被支配関係に他ならない。そのため、王かつ天子として君臨する周王ですら所属する氏族共同体から制約を受け、また支配下の諸侯の大邑たる國に服属する小邑にまでは直接支配の手は及ばなかった。
この華北型の都市国家群で形成される社会を中江丑吉は「邑土国家」ないしは「邑制国家」と呼んで後者が普及したが、宮崎市定はこれを批判して全世界的に普遍的な都市国家段階の社会として考察を行った。
東周期、春秋時代から戦国時代への変遷はこうした邑のネットワークからなる都市国家社会から領域国家社会への発展期であったが、この変化に伴い邑は都市や集落一般を示すようになった。戦国時代の領域国家の時代から秦漢帝国の統一王朝の時期に出現した県、郷、聚、亭と称せられるものは邑の発展によって規模や性格が分化して成立したものである。こうした邑の後身の都市的集住地のなかでも県の雅称として邑を用いることが多くなっていく。
領域国家への発展とは邑の氏族共同体の解体による家父長的支配の台頭であった。まず同姓氏族の共同体は解体して氏族共有地は氏を冠する戸という家族共同体の家父長的土地所有に解体した。同様に氏族共同体に強く拘束されていた諸侯がそこから次第に脱して家父長的支配者に成長した結果、戸に解体された氏族共同体成員の家父長を個別に直接支配するようになった。また、諸侯の私的な従属者から政務に当たる官僚が台頭してくることにもなった。こうして君主による専制が実現していくことになる。
しかし、今日でも中国社会には邑制の社会に発した影響が色濃く残っている。前漢末期の紀元前2年の統計で邑の伝統を引く県治とそれに準ずる統治単位が1,588であり、1,200から1,700という周代の邑の数に近似しており、このおよそ1,500の各種規模の都市を基盤とする社会が中国の歴史時代を通じて今日まで維持されている。

## 構造
邑の周囲には氏族共有の農耕地が展開し、集住地は版築などによる方形プランの囲壁である外城によって防御されていた。囲壁内には家屋だけではなく祖先を祀る宗廟と土地神を祀る社が置かれた。
邑の宗廟と社、さらに支配層の居住区と官衙は囲壁で囲われた南西の隅に置かれ、そこをさらに強固な囲壁である内城で防御した。内城で区画された領域が「城(ジョウ)」で神聖な領域とされたとともに有事の際には最後の防衛拠点とされた。邑の発展で外城の内側が手狭になると居住区を外側に広げて新たな外城を構築したが、それで間に合わなくなると外城のひとまわり外側を囲う外郭城を設けたり、外城に接して居住区を囲う別城を築いた。
原初の邑の立地は水利や木材などの天然資源の立地に恵まれた丘陵地などであったが、社会の発展、人口増加などと共に黄河下流の華北平原など平原部に新たな邑が築かれていった。
春秋時代の諸侯直轄の邑が「國」であったが、ここに居住する氏族共同体成員を「國人」と呼んだ。國の城壁から軍の1日行程の距離（1舎＝30里）までが宗廟と社の霊威の及ぶ空間とみなされており、ここが「國」の境域である竟とされて門が設けられ、成員の出入りにすら祖先、「國」の先君、宗廟への報告が必要とされた。そのため、外部の者がここを通過するためには「道を假る」すなわち、それな りの礼物を揃えて相手に道を借りる礼が求められた。さらに戦に敗れてこの内側に攻め込まれて盟を結ぶことは「城下の盟」と呼ばれて自國が戦勝國に対して自立性を失って國から鄙邑（属邑）に転落する屈辱的なこととされた。それ故に戦勝國が敗戦國の城壁から軍を1日行程退けて戦後処理の交渉に入る事が「一舎を退く」として双方の國が対等な立場で盟を結ぶ、礼にかなう事とされた。「國」の神官である「祝」は社稷が動かない限りはこの空間を出てはならず、例外的に國君が自ら外征する出陣に際して土地神の祭祀施設である社を祀り、犠牲の血を鼓に塗り、社主を奉じて國君と軍に同行した。